# Domat/Ems
Domat/Ems (romanche:Domat; alemão: Ems) é uma comuna da Suíça, no Cantão Grisões, com cerca de 6.686 habitantes. Estende-se por uma área de 24,24 km², de densidade populacional de 276 hab/km². Confina com as seguintes comunas: Bonaduz, Coira (Chur), Feldis/Veulden, Felsberg, Malix, Rhäzüns, Rothenbrunnen, Scheid, Tamins.
A língua oficial nesta comuna é o alemão, porém há significativa comunidade de língua romanche (704 pessoas, ou 11% da população, de acordo com o censo de 2000, o que torna Domat/Ems a nona maior comunidade de língua romanche na Suíça).